# Герб Світловодська
Герб Світловодська — герб міста Світловодськ у Кіровоградській області, один з його офіційних символів.

## Опис герба
|  | У синьому полі три срібні мушкети у стовпи та дві срібні ламані (у три злами) нитяні балки. |

## Історія

### Герб російського періоду
Герб російського періоду затверджений 6 квітня 1845 року. Основою служив, традиційний для російської геральдики, французький щит. У горішній половині перетятого щита, в золотому полі, Державний Російський герб; у долішній, розділеній на дві частини, в першій: в лазуровому полі св. великомученик Георгій Змієборець, в другій: в срібному полі, золотий кірас і серп.

### Проєкт Бориса Кене
Борисом Кене було розроблено проект нового герба міста: в лазуровому полі Св. Георгій в срібних шатах, що вражає змія зеленої барви. У вільній частині — герб Херсонської губернії. Щит увінчаний срібною міською короною з трьома вежками та обрамований двома золотими колосками, оповитими Олександрівською стрічкою. Затвердження не отримав.

### Сучасний герб
Затверджений 26 грудня 2000 року рішенням № 367 XXIX сесії Світловодської міської ради XXIII скликання. Автори — В. Є. Кривенко, К. В. Шляховий.
Світловодськ веде свою історію від старовинного міста Крилова, яке отримало магдебурзьке право в XVII столітті. Історичні джерела свідчать, що давній герб міста Крилова становив зображення трьох карабінів. У привілеї короля Станіслава Августа від 30 березня 1792 року, яким підтверджувались міські права Крилова, зберігся тогочасний варіант герба, де зображені три штикові фузеї кінця XVIII століття. Оскільки на початку XVII століття не було штикових фузей, у гербі Світловодська подані мушкети, як більш відповідні до часів першого герба Крилова. Зображення ламаних срібних хвиль у гербі відображає створення в наші часи біля міста штучного моря. Герб увінчаний міською срібною короною та вписаний у декоративний картуш.
У колористичному вирішенні символіки Світловодська застосовані: синій колір — символ слави, честі, духовності та вірності, срібло — символ шляхетності, чистоти та бездоганності.

## Цікаві факти
У прапорі міста повторено елемент герба — срібні хвилі на синьому полотнищі